# Гардтурм
«Гардтурм» (нім. Hardturm) — колишній футбольний стадіон у Цюриху, Швейцарія. Служив домашньою ареною футбольного клубу «Грассгоппер». Стадіон був відкритий в 1929 році, а знесений у 2008 році. На стадіоні проходили 5 матчів чемпіонату світу 1954 року, зокрема і гра за 3-тє місце.

## Історія
У момент відкриття в 1929 році місткість стадіону становила 27 500 осіб. Після численних реконструкцій до 1986 році вона збільшилася до 38 000 до 100-річного ювілею клубу «Грассгоппер». До моменту закриття стадіон міг розмістити у себе 17 666 осіб.
На стадіоні проходили 5 матчів чемпіонату світу 1954 року, зокрема і гра за 3-тє місце, а також молодіжний чемпіонат Європи з футболу 2002 року, де було зіграно 4 гри, в тому числі дві гри за участю швейцарського «молодіжки» і один півфінал.
Під час реконструкції стадіону «Цюриху» «Летцигрунда», клуб проводив свої домашні матчі на «Гардтурмі» в сезоні 2006/07, що викликало невдоволення фанатів «Грассгоппера»
Гардтурм був закритий у вересні 2007 року. І тепер «Грассхопер» став приймати гостьові команди на стадіоні «Летцигрунд». Знесення «Гардтурма» проводилось з грудня 2008 по березень 2009 року. На його місці планується звести стадіон «Цюрих», однак через незгоду місцевих жителів 2013 року проект було призупинено і на 2020 рік на місці стадіону порожній майданчик.

## Чемпіонат світу 1956 року
| №  | Дата           | Збірні                    | Рахунок | Раунд         | Глядачів |
| -- | -------------- | ------------------------- | ------- | ------------- | -------- |
| 1. | 16 червня 1954 | Австрія — Шотландія       | 1 — 0   | Група 3       | 30.000   |
| 2. | 17 червня 1954 | Угорщина — Південна Корея | 9 — 0   | Група 2       | 18.000   |
| 3. | 19 червня 1954 | Австрія — Чехословаччина  | 5 — 0   | Група 3       | 25.000   |
| 4. | 23 червня 1954 | ФРН — Туреччина           | 7 — 2   | Група 2       | 18.000   |
| 5. | 3 липня 1954   | Уругвай — Австрія         | 1 — 3   | За 3-тє місце | 35.000   |